# An-Nàssir ibn Alannàs
An-Nàssir ibn Alannàs (àrab: الناصر بن علناس, an-Nāṣir b. ʿAlannās) fou emir hammadita (Banu Hammad) del 1062 al 1089.
Va assassinar el seu cosí Bulugguín ibn Muhàmmad i el va succeir; va poder consolidar el seu poder en obtenir hàbilment diversos suports importants, com els de l'emir de Sfax, Hammú ibn Mal·lil, i el del muqàddam de Qaixtíliya.
Governava sobre les províncies d'Ashir, Mliana, Alger, Hamza (Bouira) i Constantina, i poc després de pujar al poder també a Biskra, que va recuperar després d'haver estat un temps separada, ja que el governador s'havia revoltat contra Bulugguín ibn Muhàmmad. Una delegació de xeics de l'Ifríqiya, on el zírida Tamim ibn al-Muïzz només governava a la regió entre Sussa i Gabès (i encara en aquesta darrera hi havia un poder independent) li va demanar el nomenament d'un governador pels seus territoris que serien feudataris dels hammadites. An-Nasir va designar a Abd-al-Haqq ibn Abd-al-Aziz ibn Khurasan que fou el fundador de la dinastia khurasànida de Tunis.
Amb el suport de nombroses tribus amazigues i dels àrabs hilàlides athbadj, va envair la Ifríqiya amb un gran exèrcit. Tamin ibn al-Muizz tenia el suport dels àrabs hilàlides riyàhides (Banu Riyah). La batalla decisiva es va lliurar a Sabiba, entre Kairuan i Tebessa i an-Nasir fou derrotat (1065) podent tornar amb prou feines a la Kala dels Banu Hammad (via Constantina) amb només 200 homes. El Magreb central va quedar obert als hilàlides i els amazics sanhadja, suport de la dinastia hammadita, van ser destruïts o posats en fuita. Els athbadj van esdevenir hegemònics al Magreb central i els Banu Riyah van aconseguir l'hegemonia a Ifríqiya. La Qala dels Banu Hammad va quedar amenaçada i an-Nasir es va haver d'establir en un altre lloc i el 1067 va ocupar el territori dels amazics bidjaya i es va establir a la vila de Bidjaya (antiga Saldae) que va anomenar al-Nasiriyya (nom que no va arrelar) i va declarar exempts als habitants de pagar el kharadj (l'impost de la terra); encara que residia a les dues viles, aquesta situació de semi capitalitat va afavorir el desenvolupament de Bugia que va esdevenir la seva residència permanent i capital des del 1068/1069. A Bugia va construir el palau de la Perla (Kasr al-Lulu).
El 1067 la dinastia khurasànida de Tunis fou sotmesa pel zírida Tamim. An-Nasir va obtenir el suport dels athbadj i va atacar Ifríqiya conquerint Laribus i Kairuan (1068), però després es va retirar retornant al Magreb central. El 1068 al-Bakrí esmenta que els Banu Maghrawa i els Banu Izmarti, dues tribus zenetes (rivals dels sanhadja, el principal suport dels hammàdides), residien prop de Biskra i tenien emirs de la família dels Banu Khazar. Un cap maghrawa, Abu Zaghil al-Khazari apareix assetjant la població de Waghlanat (després Ouriel) al sud de Biskra, que estava habitada segurament per ibadites. Vers 1075/1076 els maghawes i altres grups zenetes del Zab es van aliar a grups hilalians per saquejar diverses poblacions a la regió, sota la direcció d'al-Muntasir ibn Khazrun, emir dels zenetes de Trípoli que es va establir a Waghlanat; els seus aliats, els també zenetes Banu Tudjin, igualment amb suport dels Banu Ati, van devastar el Magreb central i es va apoderar de Msila i d'Ashir. Els habitants van demanar ajut a l'emir an-Nàssir ibn Alannas (1062-1089) que va enviar el seu fill al-Mansur el qual va recuperar les ciutats i després va destruir Waghlanat; poc després al-Muntasir fou enganyat per Arus ibn Sindi, senyor de Biskra que estava d'acord amb an-Nàssir, que el va capturar i matar i el seu cap fou enviat a l'emir hammàdida. El paper de l'emir an-Nàssir en la venda de la ciutat de Kairuan pels àrabs hilàlides zughba el 1077/1078 és fosc.
El 1078 es va signar la pau entre zírides i hammadites i la filla de Tamim, Ballara, es va casar amb an-Nasir. La pau va durar tot el regnat de Tamim (mort el 1108) i va marcar un període de superioritat hammadita sobre els zírides.
Va fer diverses expedicions a l'oest i va aconseguir l'aliança dels Banu Makhukh, dirigents d'una poderosa tribu zanata. Va obtenir diversos èxits contra els zanates.
Va morir el 481 de l'hegira (finals de març de 1088 a mig març del 1089) i el va succeir el seu fill al-Mansur ibn an-Nàssir.